# Rugby a 7 ai Giochi del Commonwealth
Il rugby a 7 ai Giochi del Commonwealth è stato introdotto a partire dalla XVI edizione svoltasi a Kuala Lumpur nel 1998. Fino ai Giochi di Melbourne 2006 è stato uno degli sport opzionali, diventando in seguito sport obbligatorio.
Dal 2018, oltre al consueto torneo maschile, viene disputato anche un analogo torneo femminile.

## Edizioni

### Torneo maschile
| Anno          | Paese ospitante |               | Medaglie      | Medaglie    | Medaglie | Medaglie |
| Anno          | Paese ospitante | Oro           | Argento       | Bronzo      | Bronzo   |          |
| 1998 Dettagli | Kuala Lumpur    | Nuova Zelanda | Figi          | Australia   |          |          |
| 2002 Dettagli | Manchester      | Nuova Zelanda | Figi          | Sudafrica   |          |          |
| 2006 Dettagli | Melbourne       | Nuova Zelanda | Inghilterra   | Figi        |          |          |
| 2010 Dettagli | Delhi           | Nuova Zelanda | Australia     | Sudafrica   |          |          |
| 2014 Dettagli | Glasgow         | Sudafrica     | Nuova Zelanda | Australia   |          |          |
| 2018 Dettagli | Gold Coast      | Nuova Zelanda | Figi          | Inghilterra |          |          |

### Torneo femminile
| Anno          | Paese ospitante |               | Medaglie  | Medaglie    | Medaglie | Medaglie |
| Anno          | Paese ospitante | Oro           | Argento   | Bronzo      | Bronzo   |          |
| 2018 Dettagli | Gold Coast      | Nuova Zelanda | Australia | Inghilterra |          |          |

## Medagliere maschile
| Pos.   | Nazione       | Oro | Argento | Bronzo | Totale |
| ------ | ------------- | --- | ------- | ------ | ------ |
| 1      | Nuova Zelanda | 5   | 1       | 0      | 6      |
| 2      | Sudafrica     | 1   | 0       | 2      | 3      |
| 3      | Figi          | 0   | 3       | 1      | 4      |
| 4      | Australia     | 0   | 1       | 2      | 3      |
| 5      | Inghilterra   | 0   | 1       | 1      | 2      |
| Totale | Totale        | 6   | 6       | 6      | 18     |

## Medagliere femminile
| Pos.   | Nazione       | Oro | Argento | Bronzo | Totale |
| ------ | ------------- | --- | ------- | ------ | ------ |
| 1      | Nuova Zelanda | 1   | 0       | 0      | 1      |
| 2      | Australia     | 0   | 1       | 0      | 1      |
| 3      | Inghilterra   | 0   | 0       | 1      | 1      |
| Totale | Totale        | 1   | 1       | 1      | 3      |